# Roger Shriver
Roger Shriver est un compositeur de musique jazz à tendance rock, guitariste et chanteur.

## Discographie
A priori, il n'a fait qu'un seul album non réédité et rare en vinyle LP. Enregistré au National Recording Studios en mars 1972, cet album est certainement d'un des tout  premiers où l'on peut entendre alors la jeune chanteuse israélienne Gali Atari âgée d'environ 16 ans.
- 1972 : Roger Shriver (Buddah BDS-5125).

### Environnement musical
- Personnel d'enregistrement : Marvin Stamm (buggle) ; Joe Farrell (saxophone ténor) ; David Krivoshei (claviers, arrangements, direction d'orchestre) ; Sam Brown, Bob Mann (guitares) ; Roger Shriver (guitare, voix) ; Eric Weissburg (dobro) ; Richard Davis (basse) ; Grady Tate (batterie) ; Gali Atari (voix) ; Emile Charlap (contrator (?), copyist (?)).